# Skinnarviken 1

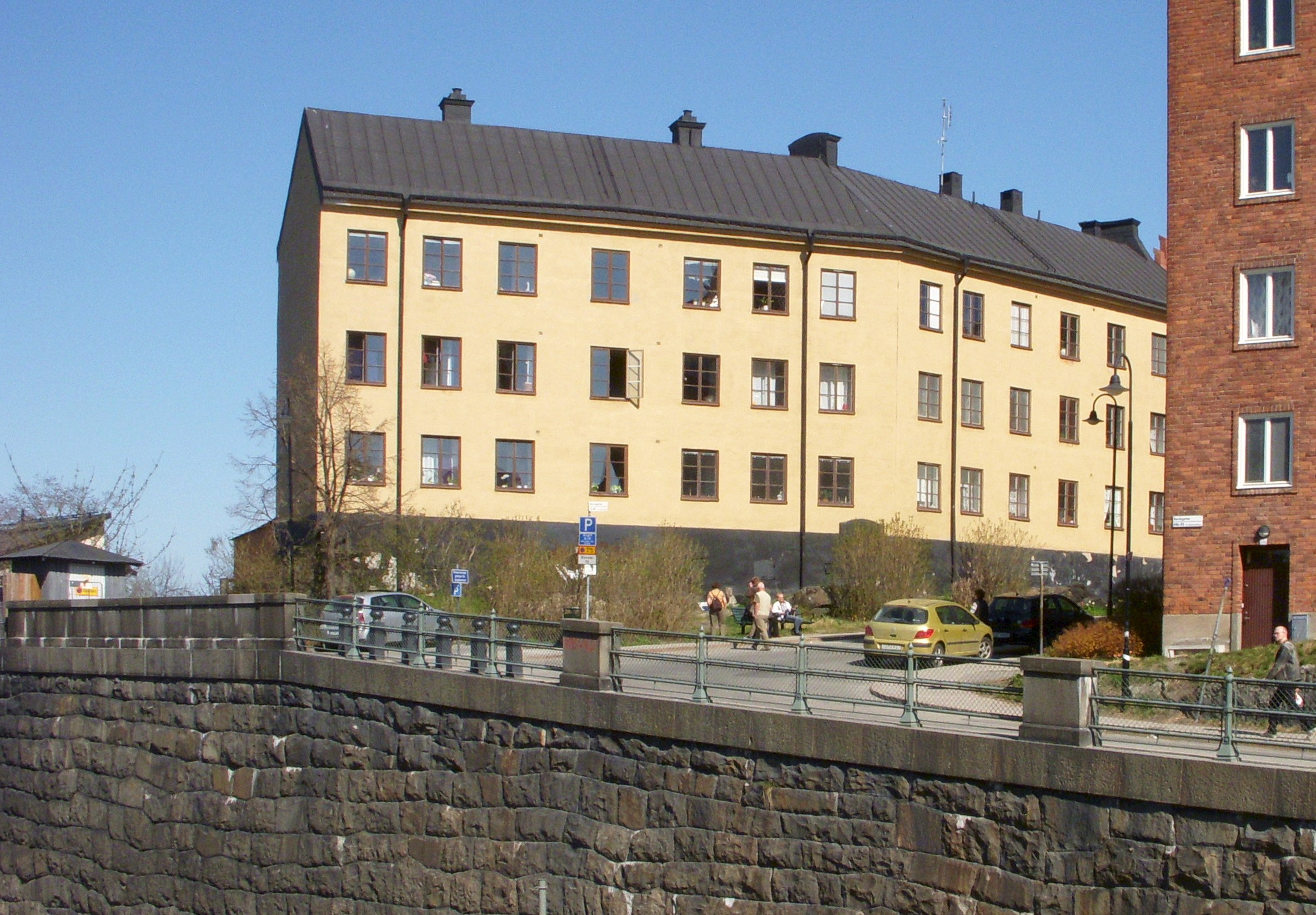
Skinnarviken 1, Bastugatan 48, vy över Torkel Knutssonsgatan.

Skinnarviken 1 är en äldre bostadsfastighet vid Bastugatan 48 på västra Mariaberget på Södermalm i Stockholm. Enligt Stadsmuseet i Stockholm "är fastigheten social- och samhällshistoriskt värdefull som ett tidigt exempel på hur den angelägna bostadsfrågan för arbetarna uppmärksammades och fick konkreta resultat". Stadsmuseet anser även "att byggnaden är betydelsefull i stadsbilden". Byggnaden är blåmarkerad av Stadsmuseet vilket innebär att den har "synnerligen höga kulturhistoriska värden". Huset ägs och förvaltas av kommunägda AB Stadsholmen.

## Kvarteret
Kvarteret Skinnarviken ligger längst västerut på Mariaberget och begränsas där av Torkel Knutssonsgatans djupa bergsskärning. I öster vidtar Kattgränd som via trappor leder ner till Öbergska gården, i söder sträcker sig Bastugatan. Kvarteret redovisas på Petrus Tillaeus karta från 1733 som Skinnarwiken. I närheten fanns även de numera försvunna eller omdöpta kvarteren Skinnarwikwen mindre, större och yttersta.

## Historik

### Etapp 1

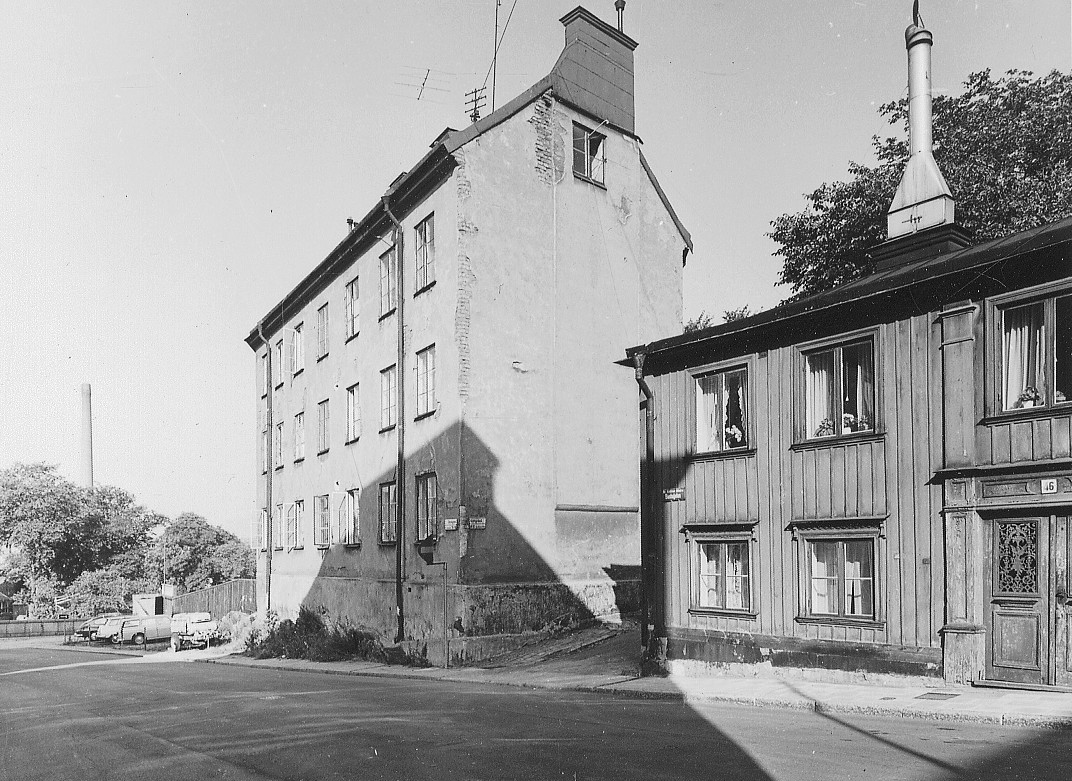
Bastugatan 46 (ursprungligen etapp 1), 1968. Till höger syns Kattfoten mindre 10.

Bostadshuset  i Skinnarviken 1 uppfördes i två etapper med ekonomisk hjälp från Fattigbyggnadsfonden och ursprungligen som hyreshus för fattiga arbetarfamiljer. Byggherre var murargesällen Carl Johan Sandgren som 1852 inköpte fastigheten av sjötullsverkmästaren Johan Hedlund. Tomten tillhörde då Stockholm stad och var bebyggd med några mindre sten- och trähus. 
Samma år ansökte Sandgren om att får uppföra ett större stenhus med bostäder för mindre bemedlade arbetarfamiljer. Han ansökte även om lån ur Fattigbyggnadsfonden som skulle finansiera projektet. Hans ansökan beviljades under förutsättning att huset skulle innehålla minst fyra och högst 16 lägenheter och att varje lägenhet skulle utgöras av ett rum med köksspis (så kallade spisrum) alternativt ett rum och kök. Hyran fastställdes av Fattigvårdsstyrelse till 43 Riksdaler och 16 Skilling banco per år. 
Omkring 1853 stod husets östra del färdig. Den hade tre våningar och innehöll 14 lägenheter varav 12 var av den större typen, alltså ett rum och kök (cirka 20 m²). På vinden fanns två lägenheter av den mindre typen. Ritningarna för huset är osignerade men överensstämmer i sina väsentliga delar med de för fastigheten Bonden större 45 på Södermannagatan 32–28 som också uppfördes på initiativ av Sandgren och som även de finansierades med lån ur Fattigbyggnadsfonden. Planlösningen med ett centralt anordnat trapphus och fyra lägenheter om ett rum och kök på varje våningsplan är även identisk med Yttersta Tvärgränd nr 7 som byggdes 1852 med medel ur Fattigbyggnadsfonden. De finns fortfarande kvar och ägs också av AB Stadsholmen.
Enligt en mantalslängd för 1855 beboddes lägenheterna i Skinnarviken 1 av arbetare, hantverkare och några änkor, i varje lägenhet huserade tre till fyra personer. Standarden var låg, även efter dåtidens mått, vattentappställe och slask med avlopp fanns på gården likaså avträden. Sandgren själv bodde inte här utan på en adress på Södermannagatan. Huset finns inte kvar längre.
| Planritningar för tillbyggnaden 1880 med den äldre delen från 1853 (vänster). Fasad mot söder och sektion (höger). |  | Planritningar för tillbyggnaden 1880 med den äldre delen från 1853 (vänster). Fasad mot söder och sektion (höger). |
| Planritningar för tillbyggnaden 1880 med den äldre delen från 1853 (vänster). Fasad mot söder och sektion (höger). |  | |

### Etapp 2

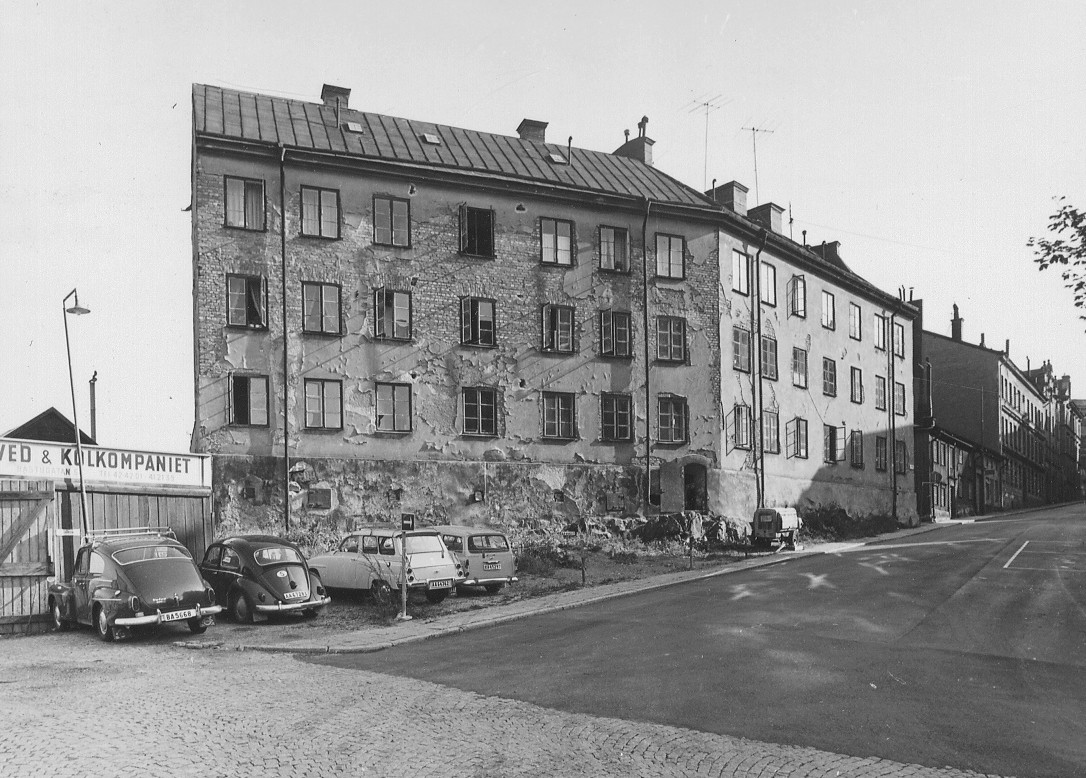
Bastugatan 48, 1968.

År 1855 friköpte Sandgren fastigheten från staden och två år senare sålde han egendomen till Jacques Lamm, ägare till närbelägna Ludwigsbergs verkstad. Därefter beboddes huset av företagets arbetare med sina familjer. Att tillhandahålla bostäder för sina anställda och deras familjer var ett sätt att skaffa och behålla god arbetskraft. Snart behövde Lamm utöka antal lägenheter och 1883 byggdes därför husets västra del. 
Det nya huset uppfördes i svag vinkel till det äldre och gavs samma enkla utformning och planlösning med 12 lägenheter om ett rum och kök (fyra på varje plan) samt två vindsrum med köksspis (spisrum). Huset fick även en källarvåning med förråd. I tomtgränsen mot öster tillkom samtidigt ett gårdshus med vedbodar och tvättstuga. Fattigbyggnadsfonden existerade inte längre och Lamms företag fick finansiera sitt bygge själv.
År 1885 bodde 54 vuxna med 80 barn i husets 28 lägenheter, av dem var elva inneboende vuxna med två inneboende barn. Maskinuppsättaren Johan Berg hade den största familjen. I den lilla ettan om drygt 20 m² bodde han tillsammans med hustru, åtta barn, och två inneboende. Förmodligen hyrde han även en av vindslägenheterna. Situationen belyser den enorma bostadsnöden som rådde i Stockholm under slutet av 1800-talet.

### Husets vidare öden

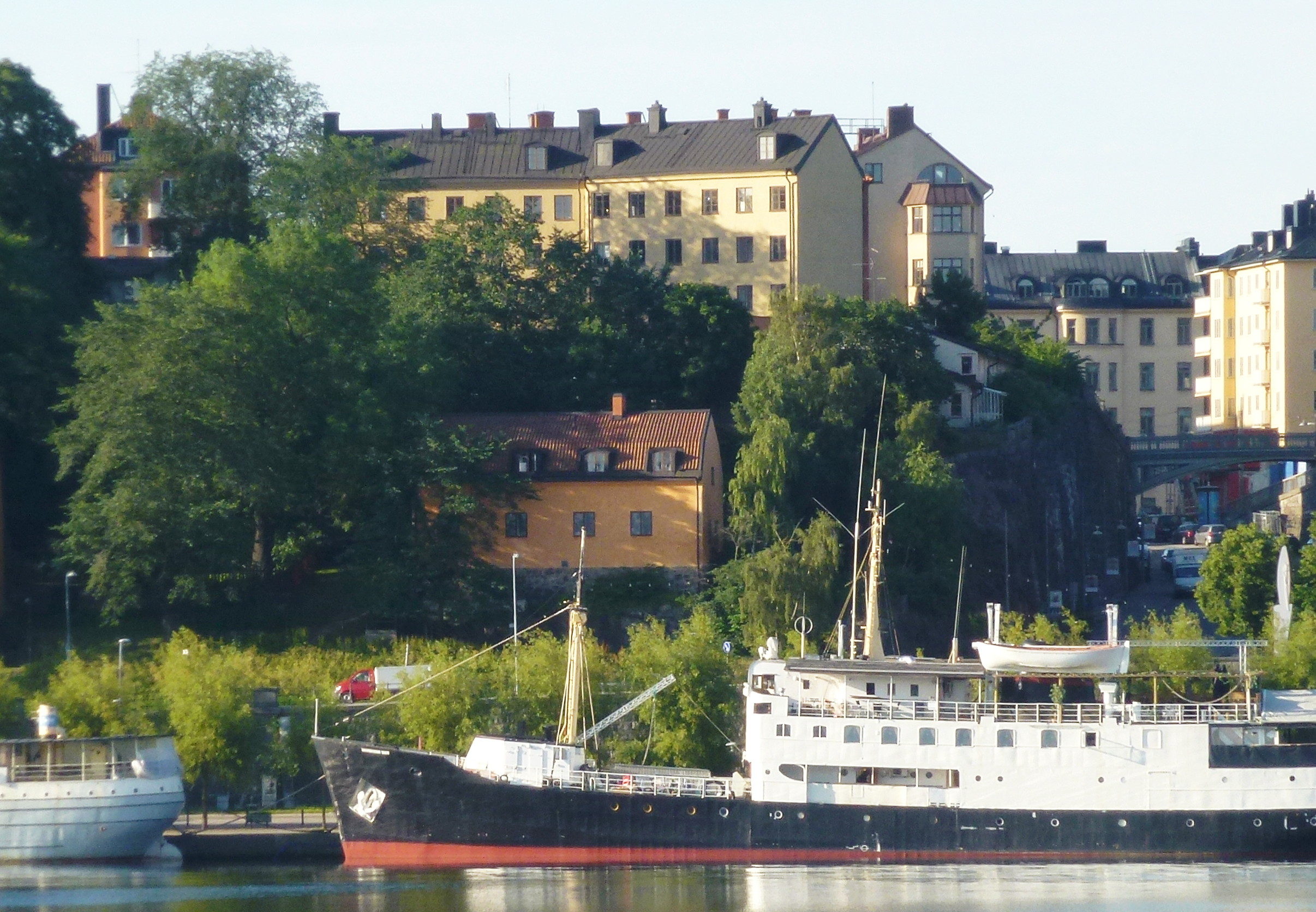
Skinnarviken 1 högst upp, fasader mot norr, vy över Riddarfjärden, 2012.

År 1904 förvärvades Lamms verkstadstomt av Münchenbryggeriet, i köpet ingick även Skinnarviken 1. Därefter beboddes Skinnarvikens lägenheter av bryggeriets arbetare. Under 1900-talets början slogs två ettor ihop till en tvårumslägenhet, och 1918 drogs vatten och avlopp in i köken. 1946 förvärvades fastigheten av Stockholms stad och förföll därefter.
I början av 1970-talet genomfördes en enkel upprustning, bland annat inrättades toalettrum med vattentoalett och ett litet pentry i varje kök, järnspisar och kakelugnar togs bort. Lägenhetsstorleken ändrades inte så genom ingreppet blev köken ännu mindre. Vid samma tillfälle renoverades husets fasader och fönstren byttes. På vinden byggdes de fyra mini-ettorna om till lägenhetsförråd. 
Nästa förändring kom i slutet av 1980-talet. Då lät ägaren, AB Stadsholmen, bygga om samtliga lägenheter genom att ettorna slogs parvis samman till två rum och kök med badrum. Idag innehåller Skinnarviken tolv lägenheter om två rum och kök.